# Issam Bassou
Issam Bassou, né le 10 octobre 1998, est un judoka marocain. Il est le frère du judoka Imad Bassou.

## Palmarès
| Année | Compétition            | Lieu         | Résultat | Catégorie      |
| ----- | ---------------------- | ------------ | -------- | -------------- |
| 2018  | Championnats d'Afrique | Tunis        | 1er      | Moins de 60 kg |
| 2019  | Jeux africains         | Rabat        | 1er      | Moins de 60 kg |
| 2020  | Championnats d'Afrique | Antananarivo | 2e       | Moins de 60 kg |
| 2021  | Championnats d'Afrique | Dakar        | 1er      | Moins de 60 kg |
| 2022  | Jeux méditerranéens    | Oran         | 3e       | Moins de 60 kg |